# Sonzai
Sonzai est un futur jeu vidéo, édité par Top Hat Studios et développé par 2 Odd Diodes, prévu sur PC (dont Windows) via Steam, Switch, PlayStation 4, Xbox One, PlayStation 5 et Xbox Series.
En août 2020, au cours de la gamescom, l'éditeur Top Hat Studios dévoile trois projets en phase de développement dont Sonzai. L'éditeur présente le jeu comme un action-RPG. Toutefois, le jeu comporte également des mécaniques d'un jeu de plates-formes. Le titre est alors confié au jeune studio 2 Odd Diodes dont il s'agit de son premier projet. Le jeu prend place dans la ville fictive de Kumotoshi, laquelle prend vie par des graphismes à l’encre en 2D minimalistes. En outre, le studio 2 Odd Diodes s'est appliqué à dessiner chaque planche de l'animation des personnages à la main.